# 汤姆孙散射

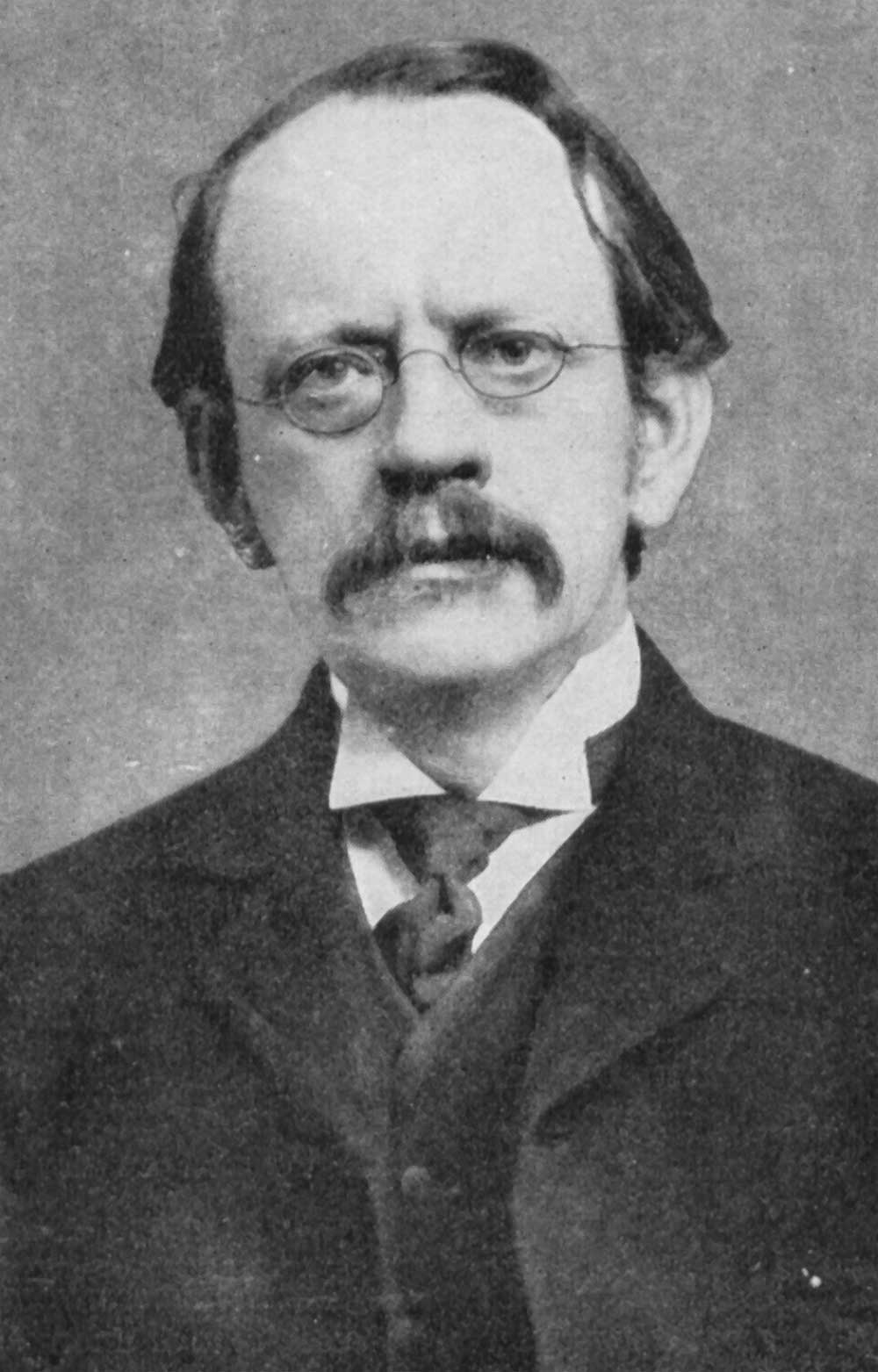
約瑟夫·湯姆森

物理学中，汤姆孙散射（英語：Thomson scattering）是指电磁辐射和一个自由带电粒子产生的弹性散射。入射电磁波的电场使粒子加速，从而激发粒子产生和入射波频率相同的辐射（散射波）。汤姆孙散射是康普顿散射在低能量区的近似。汤姆孙散射是等离子物理学中的一个重要现象，它首先由英国物理学家约瑟夫·汤姆孙解释。
只要粒子的运动是非相对论性的（即速度远小于光速），粒子加速的主要原因都来自入射波的电场分量，而磁场的作用可被忽略。粒子将会在电场振动的方向上开始运动，从而产生电磁偶极辐射。运动粒子在垂直於运动方向上的辐射最强，而辐射沿着粒子的运动方向产生偏振。从而，取决于观察者的位置，从一个小体元散射出的电磁波存在程度不同的偏振。

## 汤姆孙散射的描述
在汤姆孙散射中，入射波和观察到的散射波电场都可以分解为位於观察平面（由入射波传播方向和散射波传播方向构成的平面）内和垂直於观察平面的分量。习惯上，那些位於平面内的分量被称作“径向”，而垂直於平面的分量被称作“切向”，这都是对於观察者而言的。
右图所示的是散射在观察平面内的情形，图中显示了入射电场的径向分量是造成位於散射点的带电粒子在该方向上发生运动的原因，并且这一运动也位於观察平面内。此外还可以看出散射波的振幅正比于入射波与散射波夹角χ的余弦，而散射波的光强正比於振幅的平方，从而含有cos2(χ)这一因子。而垂直於观察平面的切向分量则不会产生类似的影响。
描述散射的最佳方法是引入一个发射系数{\displaystyle \epsilon \,}，而{\displaystyle \epsilon {\rm {{d}t{\rm {{d}V{\rm {{d}\Omega {\rm {{d}\lambda \,}}}}}}}}}是在时间间隔dt内被体元{\displaystyle {\rm {{d}V\,}}}散射至立体角{\displaystyle {\rm {{d}\Omega \,}}}这一方向内，且波长介于{\displaystyle \lambda \,}和{\displaystyle \lambda +{\rm {{d}\lambda \,}}}之间的入射波能量。从观察者的角度而言，汤姆孙散射存在有两个发射系数，一个是对应着径向偏振波的发射系数{\displaystyle \epsilon _{r}\,}，另一个是对应着切向偏振波的发射系数{\displaystyle \epsilon _{t}\,}。它们分别由下面关系给出：
{\displaystyle \epsilon _{t}={\frac {\pi \sigma }{2}}~I\,n}
{\displaystyle \epsilon _{r}={\frac {\pi \sigma }{2}}~I\,n\,\cos ^{2}(\chi )}，
其中n是位於散射点的带电粒子密度，I是入射波的通量（单位时间单位波长范围内辐射到单位面积的能量）。而σ是带电粒子的汤姆孙散射的微分截面（面积/立体角），其表达式为
{\displaystyle \sigma \equiv \left({\frac {q^{2}}{mc^{2}}}\right)^{2}=\left({\frac {q^{2}}{4\pi \epsilon _{0}mc^{2}}}\right)^{2}}
其中第一个表达式的单位制是厘米-克-秒制，第二个表达式的单位制是国际单位制；q是单个粒子所带电量，m是单个粒子所带质量，{\displaystyle \epsilon _{0}}是真空介电常数。
注意到这正是一个具有质量m和电荷q的点粒子的经典半径。对於电子而言，散射微分截面为
{\displaystyle \sigma =\left({\frac {\alpha \lambda _{e}}{2\pi }}\right)^{2}=\left({\frac {\alpha \hbar }{m_{e}c}}\right)^{2}}
| {\displaystyle \sigma =\left({\frac {\alpha \hbar }{m_{e}c}}\right)^{2}} |
{\displaystyle \sigma =7.9407875\ldots \times 10^{-26}~{\textrm {cm}}^{2}}
这里{\displaystyle \lambda _{e}}是电子的康普顿波长。
散射波辐射出的总能量可通过对发射系数求和并对空间中所有方向积分给出：
{\displaystyle \int _{0}^{2\pi }d\phi \int _{0}^{\pi }d\chi \left(\epsilon _{t}+\epsilon _{r}\right)\sin \chi =I\,\sigma _{T}\,n}
这里σT是总散射截面。
{\displaystyle \lambda _{e}={\frac {h}{m_{e}c}}}
{\displaystyle \sigma _{T}={\frac {8\pi }{3}}\sigma ={\frac {8\pi }{3}}\left({\frac {\alpha \lambda _{e}}{2\pi }}\right)^{2}={\frac {8\pi }{3}}\left({\frac {\alpha \hbar }{m_{e}c}}\right)^{2}}
| {\displaystyle \sigma _{T}={\frac {8\pi }{3}}\left({\frac {\alpha \hbar }{m_{e}c}}\right)^{2}} |
对於电子而言，这个散射截面为
{\displaystyle \sigma _{T}=6.6524586\ldots \times 10^{-25}~{\textrm {cm}}^{2}}

## 汤姆孙散射的实例
在宇宙诞生的最初几天里，宇宙中产生的光子不断地被自由电子散射，从而导致了早期宇宙的不透明性，这一散射过程即为汤姆孙散射。而宇宙微波背景辐射正是这一散射最终演化的产物，威尔金森微波各向异性探测器和普朗克卫星正在试图对它的线偏振性进行观测。
太阳辐射出的光子被日冕中的自由电子散射，从而形成了K冕，这一散射过程也是汤姆孙散射。美国国家航空航天局发射的日地关系天文台通过采用两个独立卫星对K冕进行测量，从而可以得到太阳周围自由电子密度的三维图像。
逆康普顿散射也可以看作是相对论性粒子自身参考系下的汤姆孙散射。